# Small Change
《Small Change》는 미국의 싱어송라이터 톰 웨이츠의 네 번째 스튜디오 음반으로 1976년 9월 21일, 어사일럼 레코드에서 발매되었다. 그것은 7월에 할리우드에 있는 월리 하이더의 스튜디오 3에서 녹음되었다. 그것은 상업적으로 성공적이었고 그의 이전 음반들보다 더 많이 팔렸다. 그 결과 웨이츠는 프랭크 비카리 (테너 색소폰), 피츠제럴드 젠킨스 (베이스 기타), 칩 화이트 (드럼과 비브라폰)로 구성된 투어 밴드 녹터널 이미션스를 결성했다. 녹터널 이미션스는 1976년 10월부터 1977년 5월까지 유럽과 미국을 광범위하게 순회했다.

## 제작
《Small Change》는 1976년 7월 15일~19일, 29일, 할리우드의 월리 하이더 스튜디오 3에서 본즈 하우의 제작으로 2트랙 스테레오 테이프로 직접 녹음되었다. 멀티 트랙 레코딩은 백업으로 만들어졌으며 웨이츠가 여배우 제인 미도우에 대해 언급한 내용을 변경해야 할 때 사용되었다. 하우는 다음과 같이 말했다. "1950년대 제가 재즈 음반을 만들던 것과 같은 방식으로 하이더스에서 음반을 제작했습니다. 저는 톰을 레코드 제작의 방향으로 데려가고 싶었습니다. 오케스트라와 톰이 한 방에서 함께 연주하고 노래를 불렀죠. 저는 음악가들이 모두 같은 공기를 마시는 음반을 만드는 것을 결코 두려워하지 않았습니다. 누출은 문제가 되지 않습니다. 사실, 그것이 함께 녹음을 가지고 있다는 것은 좋은 일입니다. 그는 항상 음악에 둘러싸여 있었고 레코드도 그렇게 들렸습니다. 우리는 헤드폰을 사용한 적이 없어요. 절대로요."

### 커버 아트
커버 아트는 웨이츠가 고고 댄서의 탈의실에 앉아 있고, 토플리스의 고고 댄서가 근처에 서 있는 것이 특징이다. 사진 속의 고고 댄서는 상징적인 캐릭터인 어둠의 여왕 엘비라로 가장 잘 알려진 카산드라 피터슨이라는 주장이 제기되었다. 그러나 피터슨은 이 주장의 진위를 확신할 수 없다고 말한다.

## 반응
| 전문가 평가                   | 전문가 평가 |
| 평가 점수                     | 평가 점수   |
| 출처                          | 점수        |
| ----------------------------- | ----------- |
| AllMusic                      | [ 7 ]       |
| Christgau's Record Guide      | B−          |
| Classic Rock                  | 9/10        |
| Mojo                          | [ 10 ]      |
| Pitchfork                     | 9.0/10      |
| Q                             | [ 12 ]      |
| The Rolling Stone Album Guide | [ 13 ]      |
| Uncut                         | [ 14 ]      |

《Small Change》는 웨이츠의 이전 음반과 동등하거나 더 나은 평가를 받았으며, 발매 2주 만에 빌보드 200 차트 89위로 올라서는 등 처음에는 깜짝 상업적 성공을 거두었다. 3주 후, 이 음반은 빌보드 200에서 떨어졌고, 웨이츠는 1999년 《Mule Variations》까지 그 위치를 더 잘 유지하지 못했다.

## 곡 목록
모든 곡들은 톰 웨이츠에 의해 작사/작곡하였다.
| #  | 제목 | 재생 시간 |
| -- | --- | --------- |
| 1. | 〈Tom Traubert's Blues (Four Sheets to the Wind in Copenhagen)〉                                              | 6:39      |
| 2. | 〈Step Right Up〉                                                                                             | 5:43      |
| 3. | 〈Jitterbug Boy (Sharing a Curbstone with Chuck E. Weiss, Robert Marchese, Paul Body and The Mug and Artie)〉 | 3:44      |
| 4. | 〈I Wish I Was in New Orleans (In the Ninth Ward)〉                                                           | 4:53      |
| 5. | 〈The Piano Has Been Drinking (Not Me) (An Evening with Pete King)〉                                          | 3:40      |

| #  | 제목                                                                    | 재생 시간 |
| -- | ----------------------------------------------------------------------- | --------- |
| 1. | 〈Invitation to the Blues〉                                             | 5:24      |
| 2. | 〈Pasties and a G-String (At the Two O'Clock Club)〉                    | 2:32      |
| 3. | 〈Bad Liver and a Broken Heart (In Lowell)〉                            | 4:50      |
| 4. | 〈The One That Got Away〉                                               | 4:07      |
| 5. | 〈Small Change (Got Rained on with His Own .38)〉                       | 5:07      |
| 6. | 〈I Can't Wait to Get Off Work (And See My Baby on Montgomery Avenue)〉 | 3:17      |

## 인증
| 국가                       | 인증 | 판매량/출하량 |
| -------------------------- | ---- | ------------- |
| 오스트레일리아 (ARIA)      | 골드 | 35,000^       |
| 영국 (BPI)                 | 실버 | 60,000^       |
| 요약                       |      |               |
| ^출하량을 기반으로 한 인증 |      |               |